# Sâncraiu, Cluj

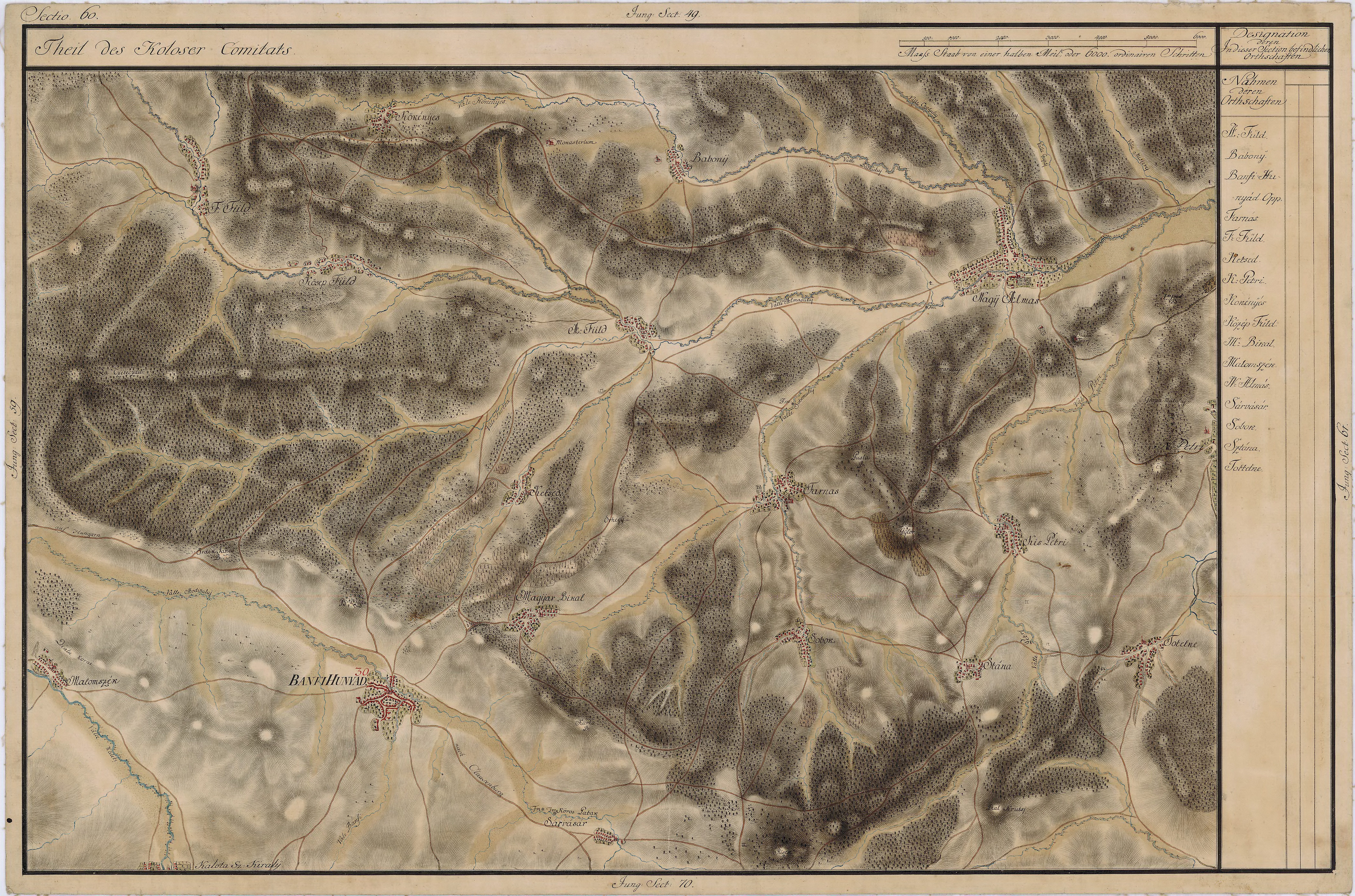
Sâncraiu pe Harta Iosefină a Transilvaniei, 1769-1773

Sâncraiu (în maghiară Kalotaszentkirály, în trad. „Sâncraiul Călatei”) este satul de reședință al comunei cu același nume din județul Cluj, Transilvania, România.

## Etimologie
Satul este atestat documentar pentru prima dată în 1337 sub numele de Senkral, apoi în 1437 sub numele de Zenthkyral, ceea ce înseamnă „Sfântul Rege” (Szent Király, Sâncrai). Acest nume a fost dat după regele Ștefan I al Ungariei, care a fost canonizat la 20 august 1083 de papa Grigore al VII-lea.

## Istorie
În timpul Evului Mediu, prima atestare documentară apare în 1288, când regele Ladislau al IV-lea Cumanul donează ținutul Mănăstireniului familiei Mikola. În aceea vreme așezarea era fost formată din două localități, Zam și Sâncraiu, incluse azi pe teritoriul actual al satului. 
În 1337 pe o listă papală, un preot din Senkral apare că a plătit două monezi de cupru ca zeciuală. Preotul respectiv apare ca Sacerdos de villa Senkral. 
În 1437, când a avut loc Răscoala de la Bobâlna, într-o hartă apare sub numele de Zenthkyral. 
În 1482 a devenit proprietatea lui Tamás Bak si János Balog.
În 1523 satul apare ca Kalota Zenthkyral când mai sunt menționați alți proprietari care dețineau pământ în această zonă.
În 1553 Zenthkyral apare ca sat aparținător de Cetatea Bologa (în maghiară Sebesvár condusă la acea vreme de un nobil pe nume Mihaly, care trebuia să dea socoteală guvernatorului Banffy.
Alte toponime din această perioadă: 1461,1498 Malnabércz, Kalotavize 
În anul 1854 este menționat numele de Kalota Szent Kiraly. 
O lucrare de referință în acest domeniu este "Despre comunele zonei Kalotaszeg cu locuitori maghiari, despre bisericile din Evul Mediu și câteva date istorice referitoare la protopopiatul Kolozs-Kalota", scris de preotul reformat din Văleni, Mihaltz Elek, apărut în Protestáns Közlöny, Cluj-Napoca, în nr. 31 din 30 iulie 1896. Celelalte localități din cadrul actualei comune sunt amintite în diferite surse istorice: Horlacea (Jákótelke), în anul 1393, sub numele de possessio regalis Jacotelke alio nomine Horthlaka, Domoșu (Kalotadámos), în anul 1408, sub denumirea de Villa Damus, Alunișu (Mogyorókeréke), în anul 1437, sub numele de possessio Mogyoro Kerek, iar Brăișoru (Malomszeg), în anul 1519. sub numele de Possessio Malomzeg.
În 1913 poetul maghiar Ady Endre, despre care se spune că ar fi fiind descendent al cneazului Kalota și care a avut o lungă prietenie cu Octavian Goga, a dedicat acestui sat o poezie intitulată:

### "Pe malurile Călății"
"Frumoșii unguri ce vin de la biserică,/
Au trecut râul Călata,[...]/
Ce multe culori, ce multe culori, ce priveliște,/
Și câtă liniște pe-nserate,[...]/
Și cum pășesc domol, cu siguranță,/
Vara, frumusețe și seninătate..."
Până la 1920 Sâncraiul a aparținut de districtul/plasa Huedin (în maghiară Bánffyhunyad), județul Cluj pe atunci (în maghiară Kolozs vármegye).
Din 1925 până în 1938 a făcut parte din județul Cluj.
Din 1938 până în 1940 a făcut parte din Ținutul Crișuri
Din 1944 până în 1950 a făcut parte din Județul Cluj.
Din 1950 până în 1952, apoi din 1952-56, 1956-1960 și 1960-1968 a făcut parte din diverse forme a regiunii Cluj, raionul Huedin.
Din 1968 până în prezent face parte din județul Cluj.
În 1968, cele două localități s-au unit, formând actuala localitate, însă localnicii păstrează denumirea și în ziua de azi, cele două părți ale localității(de o parte si de alta a Râului Călata) fiind denumite Zam (Zentelke) și Sâncraiu (Szentkirály).
Din 1991 la fiecare început de august are loc o tabără internațională de dans.
De asemenea la mijlocul lunii octombrie are loc festivalul strugurilor, iar în noiembrie, cel al măceșelor.

## Geografie
Comuna Sâncraiu se află situată la 6,3 kilometri sud-vest de orașul Huedin, la o altitudine de 573m de nivelul mării, în zona Felszeg sau Tinutul de Sus al Tării Călatei, la confluența râului Călata cu râul Crișul Repede. Comuna este mărginită la vest de partea de nord a ramurii estice a munților Vlădeasa reprezentată de vârfurile(luate de la sud la nord): Tomordok (988m), Bogdanului (1151m), Horaița în maghiară Kőhegy(1078m), Duleului(917m) și Măgura Morlaca(754m). Mai la est se află Depresiunea Huedinului formată din dealurile domoale ale Sâncraiului cu cea mai mare altitudine în sud fiind de 803m, Valea Călătii ce trece prin mijloc, de la sud-est spre nord-vest, iar în est comuna e mărginită de Dealurile Domosului având altitudinea maximă de 631m. Teritoriul aflat la nord de satul Sâncrai spre Brăișor, are aspect de câmpie.
După ce se trece de Aluniș, prin Pasul Duleu(888m) se ajunge pe drumul județean DJ108C în satul Săcuieu. Acest pas are o importanță locală deosebită deoarece scurtează mult drumul din Sâncrai în Săcuieu, cu aproximativ 24 de kilometri, drumul altfel trebuind luat prin Brăișor-DN1/E60-Bologa-Săcuieu. 

### Hidrografie
Râul Călata izvorăște din masivul cristalin Boroleasa, și străbate localitățile Sâncraiu și Brăișoru.  
Un lucru interesant este canalul morii în maghiară Malomszeg (în traducere pârâul morilor), un braț care se desparte din Râul Călata și care ocolește satul pe la est, traversează satul Zam de la est spre vest și ocolește apoi satul Sâncrai pe la nord.
Valea Sâncraiului, Pârâul Noroios și Pârâul Românului (Alunișului) străbat teritoriul satului Alunișu dinspre sud-vest spre nord est și se varsă în Râul Călata.
Valea lui Băl izvorăște chiar de sub vârful Bogdan și când ajunge în Sâncraiu, șerpuiește când de-o parte când de alta a Căii Baciului(Bacsimege) creând un peisaj pitoresc.
Satele Horlacea și Domoșu sunt străbătute de Valea Domoșului, singurul curs de apă care se varsă direct în Râul Crișul Repede, în dreptul orașului Huedin.

### Clima
Clima este temperat-continentală umedă cu influențe montane. Temperatura anuală este de 7°C, cea mai caldă lună a anului este iulie cu 18°C, cea mai rece, ianuarie cu -4,4°C.
Precipitațiile anuale sunt de 880 milimetri pe an. Cea mai ploioasă este luna mai cu 124 milimetri pe an, cea mai secetoasă este februarie cu 41 milimetri pe an.

## Demografie

### Evoluție istorică
În 1910 erau 1046 de locuitori, majoritatea maghiari dar cu o minoritate semnificativă de români.
În 1992, din 2053 locuitori ai comunei, 1498 erau maghiari și 555 români.
Densitatea era de 32 de locuitori pe kilometru pătrat.
În 2002, din 1856 de locuitori, 1,396(75,2%) erau maghiari, 457(24,6%) români, și 3 (0.2%) italieni.
Densitatea era de 26,97 locuitori pe kilometru pătrat.
După recensământul din 2002, Satul Sâncraiu avea 1172 de locuitori, 991 maghiari (84,6%) și 178 români 15,2%; în 2011 se înregistrau 1073 de locuitori.

### Religie
În comună există o importantă comunitate de reformați de rit calvin de obicei de naționalitate maghiară, urmați de ortodocși care sunt de obicei români, dar și de o mică comunitate baptistă la care participă ambele etnii maghiară și română, greco-catolicii sunt prezenți în Brăișor, iar italienii sunt de confesiune catolică.

## Economie
Locuitorii comunei se ocupă în principal cu comerț si servicii 39%,  dar există industrie mică de prelucrare a lemnului 19%, construcții 16%, turism 9% și agricultură 7%, ocupă și ele o pondere importantă. 10% sunt alte activități de servicii.
Exceptând Satul Sâncraiu, populația din satele aparținătoare se ocupă cu agricultura în proporție de 65%, iar alte activități conexe 35%.

## Transport
Satul Sâncraiu, reședința comunei Sâncraiu, se află la 6 kilometri de drumul european E60 care traversează orașul Huedin. Drumul național DN1R, ce unește Huedin de Albac, județul Alba, trece pe la 1 kilometru de satul Sâncraiu formând practic o centură de est a localității.
Din satul Sâncraiu pornește drumul județean 108C spre vest și traversează satul Aluniș și peste pasul Duleu, apoi de-a lungul Văii Lupilor ajunge în Săcuieu.
Drumul comunal DC 126 pornește de la drumul național DN1R la sud de  localitatea Sâncrai, traversează localitatea pe direcția sud-est nord-vest, urmărește cursul Râului Călata și după ce traversează localitatea Brăișor se termină la intersecția cu drumul național DN1/E60 în dreptul Haltei Brăișor.
Trenuri se pot lua din Halta Braișor(cele locale), cele naționale din gara Huedin și internaționale din gara Cluj Napoca.
Calea ferată Huedin-Călățele a fost dezafectată, șinele fiind vândute la fier vechi, dar terasamentul este relativ intact, iar autoritățile au cochetat cu ideea transformării acesteia în pistă de biciclete în vederea practicării cicloturismului.
Cel mai apropiat aeroport este cel din Cluj Napoca aflat la 46 kilometri est de Huedin.
Sunt și două trasee marcate care pornesc de la căminul cultural.

## Patrimoniul Cultural

### Piețe
Piața Centrală se află chiar în fata Căminului Cultural și e în forma triunghiulară. Aici au loc diferite evenimente ca zilele satului, tabăra de vară, balul strugurilor, etc.

### Lăcașuri de cult
- Biserica reformată

Clădirea din piatră a fost construită în secolul al 13-lea in stil gotic, ca biserică catolică, și a fost restaurată de câteva ori de-a lungul timpului, prima fiind după scurt timp de la Marea invazie mongolă (tătară) din 1241-1242, când tavanul a fost incendiat. Turnul actual, cu trei clopote, a fost construit în 1762, biserica fiind deja trecută de ceva timp sub confesiune protestantă calvină (reformată). Orga din biserică a fost instalată de  István Kolonics în 1876. Coroana de deasupra amvonului a fost dată bisericii sâncrăine de contele Bánffy Miklós (care avea multe posesiuni latifundiare în zonă), iar scaunul preutesei, de Samuel Jósika. Tavanul a suferit un nou, în urma incendiului din 1848 și a fost vopsit în alb în timpul reconstrucției acestuia. Tavanul casetat din prezent a fost realizat în 1994 cu suportul Fundației Publice maghiare Illyés. Cele 220 casete au fost pictate cu motive etno-ornamentale din Țara Călatei.
- Biserica românească din Sâncraiu, actual ortodoxă (greco-catolică, până în 1948)
- Biserica baptistă maghiară Sâncraiu

### Monumente și statui
- Statuia lui Endre Ady, aplasată în parcul micii grădini în care a scris poezia dedicată Sâncraiului.
- Statuia regelui Ștefan I al Ungariei se află în Parcul Ștefan pe malul canalului Morii.
- Statuia scriitoarei Etelka Hory, cunoscută drept Gyarmathy Zsigmondné, adică soția lui Gyarmathy Zsigmond.

### Muzee și galerii de artă
Expozitia memorială Ady Endre se află în incinta grădiniței.
O importanță deosebită o are tradiția folclorică regăsită în arhitectura caselor, costumelor populare dar și al stilului de dans ceardașul Călățean care este unul din cele trei regăsite pe teritoriul Transilvaniei.

### Cimitire
Cimitirul Maghiar se află spre drumul spre localitatea Călata în partea de sud-est a localității Sâncraiu.
Cimitirul Evreiesc se află spre drumul spre localitatea Alunișu în partea de sud-vest a localității Sâncraiu.
Cimitirul Românesc se află în partea de sud a localității Sâncraiu pe un deal ce a fost locația vechii biserici greco-catolice.
Cimitirul Baptist se află la baza dealului unde este situat cimitirul românesc.

### Clădiri culturale
Exista 3 cămine culturale pe cuprinsul comunei Sâncraiu.
Căminul Cultural din satul Sâncraiu se află situat la răscrucea drumurilor județene ce leagă Huedinul de Călățele și Beliș pe de-o parte și drumul ce leagă Huedin de Săcuieu și mai departe spre Cabana Vlădeasa sau Răchițele și Parcul Natural Apuseni. In trecut, prin anii '50 aici trecea cinematograful itinerant și aveau loc proiecții cu ultimele filme ieșite pe piață. Aici au loc diverse evenimente culturale dar și de alta natură ca de exemplu dezbateri politice. In cadrul taberei de dans aici turistii timp de o săptămâna sunt invatati sa danseze ceardașul Călătean iar la sfârșitul săptămânii are loc un concurs soldat cu marele premiu un cos cu bunătăți și suveniruri din Tara Călatei. 
Castelul Banffy este o altă locație unde turiștii pot să exerseze ceardasul Călătean. Aici în restul anului se pot organiza diferite alte evenimente printre care campionate de tenis de masă.
Sala de nunți. După nume, această locație e pentru acest fel de evenimente, dar mai este utilizată și pentru parastase, petrecerea revelionului și este a treia locație pentru turiști de a exersa ceardașul.

### Parcuri
Parcu Sfântul Ștefan
Parcul Ady Endre

## Festivaluri
Zilele Ady Endre, 
Zilele Comunei Sâncraiu, 
Balul strugurilor, 
Festivalul măceșelor, 
Tabăra Internațională de Dansuri și Cântece Populare
Comparativ cu alte localități din mediul rural din județul Cluj, comuna Sâncraiu are o viață culturală înfloritoare. Practic, este centrul cultural al regiunii, în comună sunt organizate evenimente importante nu numai pe plan local, ci și pe plan regional sau chiar internațional. Evenimentele organizate de școala locală se adresează unui public
regional. Comuna deține totodată și un patrimoniu etnocultural important, patrimoniu valorificat în cadrul activităților turistice, respectiv în cadrul diferitelor evenimente organizate. Patrimoniul etnocultural include pe de o parte tradiții și obiceiuri, dansuri (dansuri feciorești, tradiții de Crăciun, de Paști, Balul Strugurilor, etc.), pe de altă parte diferite obiecte vechi, de o valoare etnoculturală ridicată (port popular, mobilier cu
elemente și motive populare, broderii tradiționale, etc.). 
Tradițiile și obiceiurile din comună pot fi grupate în două categorii, pe de o parte tradițiile și obiceiurile ce țin de religie, de sărbători religioase, pe de altă parte, tradiții și obiceiuri ce țin de diferite evenimente familiale. În cazul sărbătorilor religioase putem aminti obiceiurile de Crăciun, unde sărbătoarea începe cu colindatul feciorilor în seara de Crăciun, mai apoi serbarea
onomasticii de persoanele cu prenumele de István și János (o parte însemnată din bărbații din Sâncraiu poartă acest nume), ocazii pentru ca familiile și rudele să meargă în vizită. În trecut a fost organizat Balul de Crăciun de către tinerii din sat. Totodată, tradițiile culinare (sarmale, cozonac, produse din carne de porc care se taie înaintea Crăciunului, prăjituri tradiționale, etc.) și mersul la biserică sunt elemente definitorii ale tradițiilor de Crăciun. De Paști sunt vii încă tradițiile culinare, diferite obiceiuri și tradiții de pregătire a sărbătorii (de exemplu porturile populare sunt aerisite în Vinerea Mare, astfel hainele fiind ferite de molii), respectiv mersul la biserică, vopsirea ouălor, obiceiul udatului în a doua zi de Paști, balul de Paști, etc. În ceea ce privește evenimentele din familie, cele mai importante tradiții sunt legate de botez, nuntă respectiv înmormântări, în
fiecare dintre aceste cazuri există diferitele obiceiuri specifice localității. 
Dansurile populare din localitate reprezintă un patrimoniu păstrat și în ziua de azi: ansamblul de dansuri populare Felszeg Gyöngye funcționează de peste 20 de ani, și a prezentat dansurile specifice zonei în localitățile din județ, respectiv și în afara granițelor în Ungaria, Germania, Cehia, Slovacia, Italia, Monaco și Franța. Pe această tradiție de
dansuri se bazează și organizatorii Taberei de Dansuri Populare Internaționale, care a ajuns la a 25-a ediție în anul curent, având participanți de pe 5 continente și nenumărate țări.
Este important de menționat ca tradiție locală portul popular local, "camera curată", cameră în care sunt păstrate obiecte și mobilier tradițional. Mobilierul este decorat cu elemente tradiționale din zonă, la fel ca diferitele broderii, care sunt realizate și în prezent de către femeile din localitate. 

## Gastronomie
Pe lângă vița-de-vie care este prezentă în partea de sud a fiecărei gospodarii din Sâncrai, în spatele grădinii de obicei există niște pruni și un nuc care sunt prezente în multe din delicatesele pregătite de localnici. 
'Bulgări aurii' în maghiară 'Aran Galusca' este o prăjitură făcută la tavă cu dulceață de prune în interior și nucă și zahăr pe deasupra.
Kurtos colacs e un fel de prăjitură în formă cilindrică acoperită de zahăr și nucă.

## Presa
Lunar se editează Foaia Satului cu informații despre evenimentele care au avut loc și cele care sunt in plan, precum și anunțuri ale administrației locale despre anumite lucrări sau investiții ce au loc pe cuprinsul comunei.

## Educatie
Cea mai mare parte a populației a terminat studii de nivel secundar, în total 77,5%, care se împarte în felul următor: 22,2% din populația comunei a terminat studii de nivel liceal, 16,5% școala profesională sau de ucenici, și 38,7% școala gimnazială. Post-licealul sau școala de maiștri reprezintă ultima instituție de învățământ pentru 2,3% din populație. Rata celor cu studii superioare este de 8,3%, din care cei cu studii superioare universitare cu licență reprezintă 7,6%, iar cei cu studii de masterat, doctorat, sau studii postuniversitare reprezintă 0,7%. 7,9% din populația comunei a terminat numai școala primară, în timp ce 3,8% din populația este fără școală absolvită. Rata persoanelor analfabete este 0,33%. Nivelul de educație a populației de sex feminin
este aproape identică cu cea a populației masculine, nu există diferențe semnificative între sexe în ceea ce privește nivelul de educație.

### Învățământ preșcolar
Grădinița Sâncraiu

### Învățământ primar și gimnazial
Școala Gimnazială "Ady Endre" Sâncraiu

## Sănătate
Sănătatea este un domeniu cheie în ceea ce privește capitalul uman, populația unei localități. Pentru asigurarea sănătății umane, în Comuna Sâncraiu funcționează un cabinet medical familial, respectiv o farmacie. Pentru celelalte servicii medicale necesare populația comunei este nevoită să călătorească în orașul apropriat, Huedin (6 km), sau
în centrul de județ Cluj Napoca (56 de km). Din fericire cele două orașe, respectiv serviciile medicale oferite de acestea sunt accesibile pe cale rutieră sau feroviară, timpul necesar călătoriei este unul scurt comparativ cu alte localități rurale din județul Cluj.

## ONG-uri
Asociația Culturală „Ady Endre" Sâncraiu, 
Asociația Ecologică „Silvanus",
Asociația Agroturistică Sâncraiu, 
Composesoratul Kő-hegy, 
Composesoratul Domoșu,
Asociația Creșterii de Taurine Sâncraiu

## Sport
Printre locurile de agrement se află o sală de sport si terenuri de baschet în incinta școlii.
Baza sportivă „Voința" Sâncraiu, este dotată cu vestiare atât pentru echipa gazdă cât si pentru echipa vizitatoare; există si două tribune cu un total de 1500 de locuri.
Terenuri de joacă pentru copii sunt în parcurile localităților Sâncraiu, Alunișu, Brăișoru, Domoșu, Horlacea,
Există și o pescărie între localitățile Sâncraiu și Brăișoru.

### Fotbal
Masculin
- A.S.F.C. Voința Sâncraiu - Clubul de fotbal fanion al comunei Sâncraiu. A participat la Cupa Călatei, competiție locală care a angrenat 14 echipe din zonă. Din sezonul 2019-2020 participă în liga a V-a seria Cluj.

### Alte sporturi
Asociația Ecologică Silvanus a organizat în parteneriat cu alte ONG-uri Cupa Tomordok la schi și la
fotbal.

## Imagini

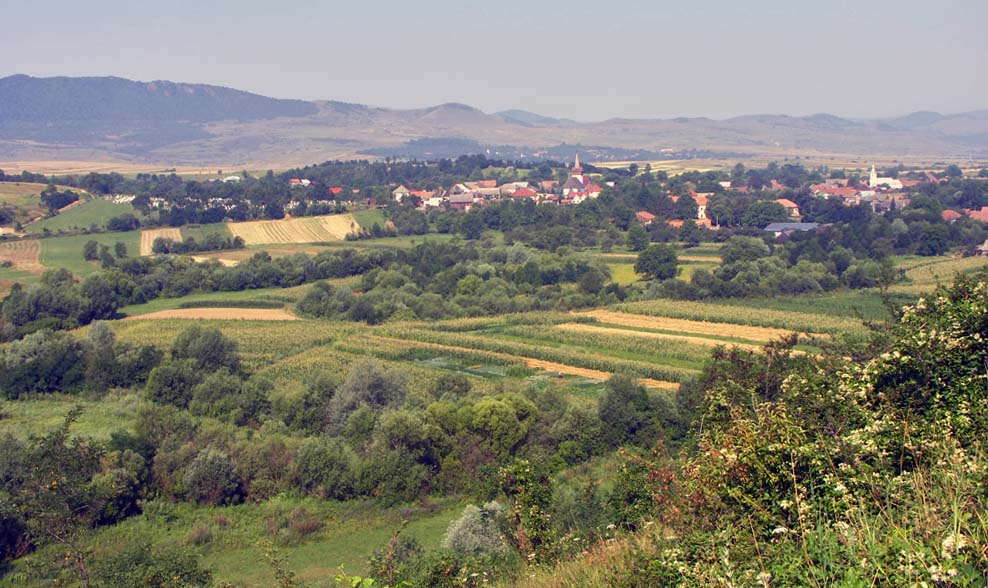
Vedere panoramică
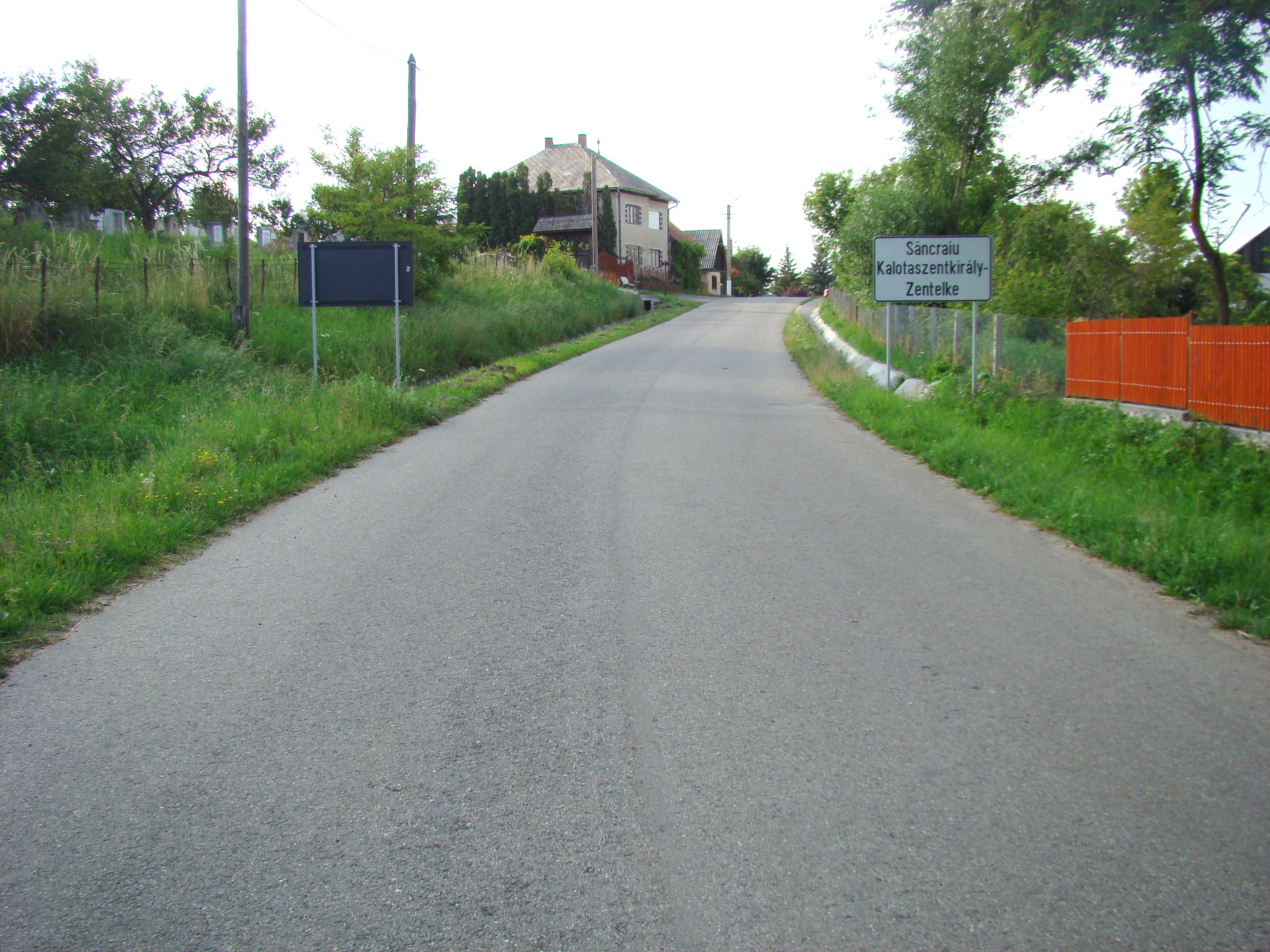
Intrarea în localitate
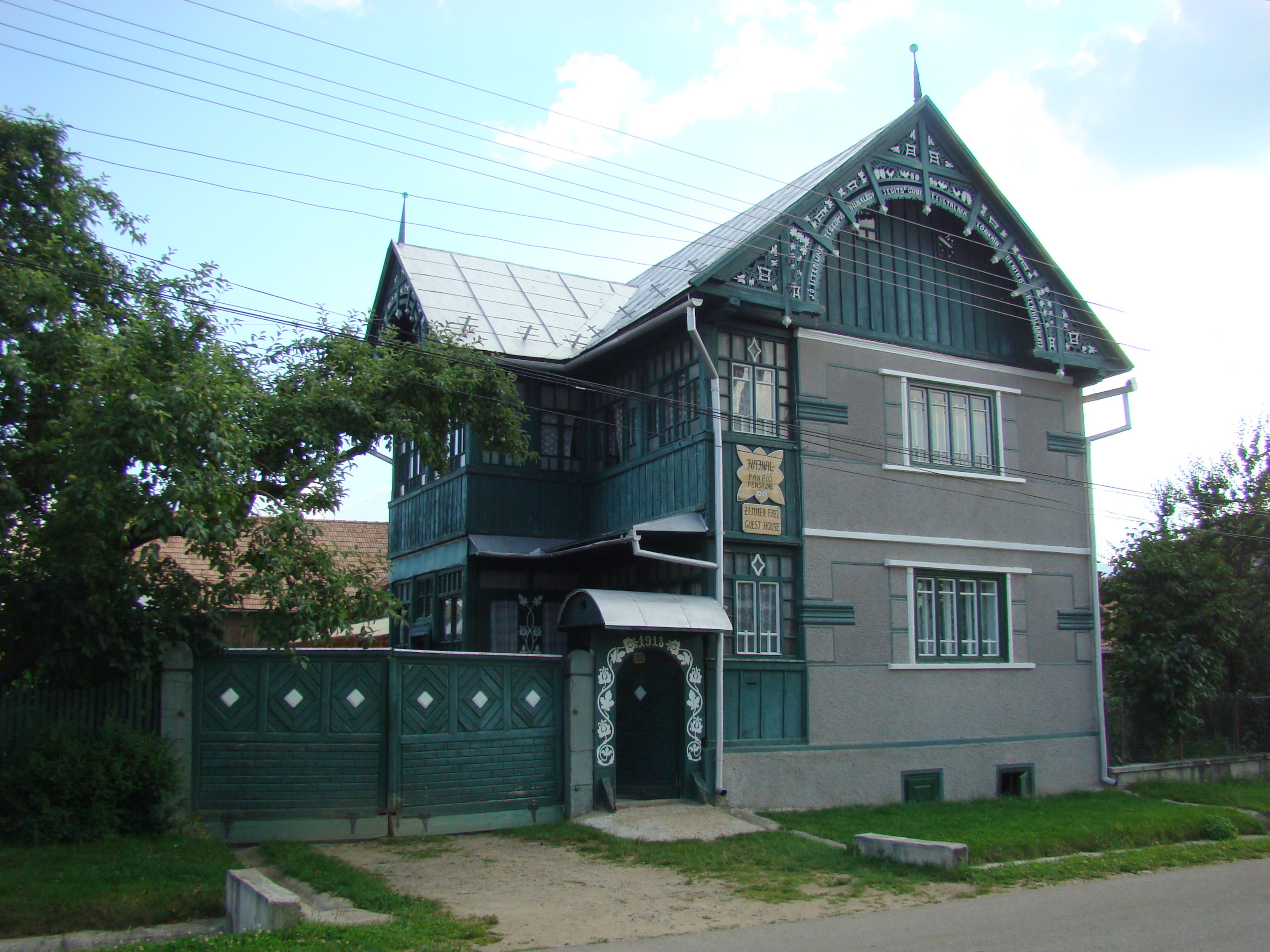
Casă tradițională
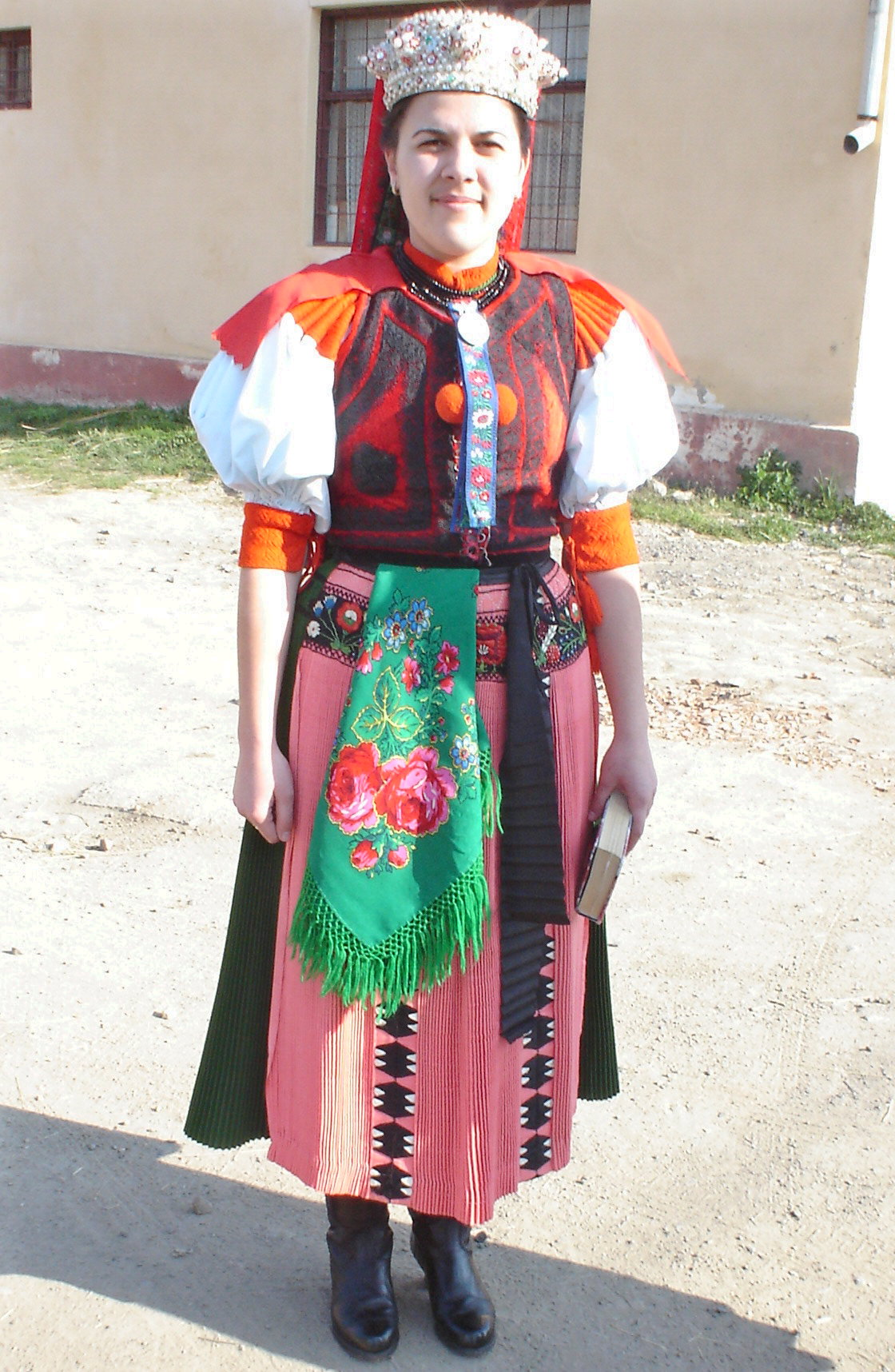
Port popular
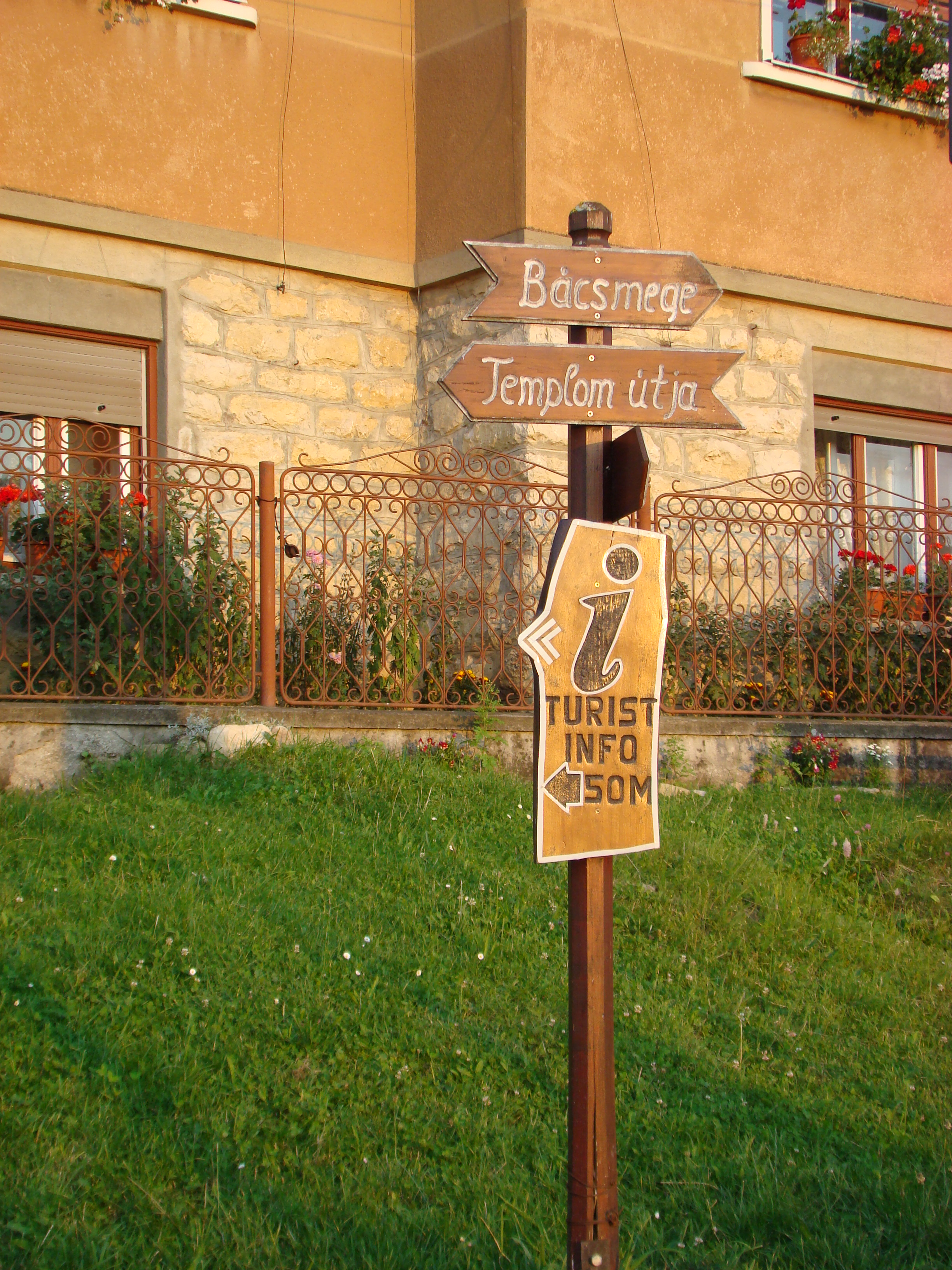
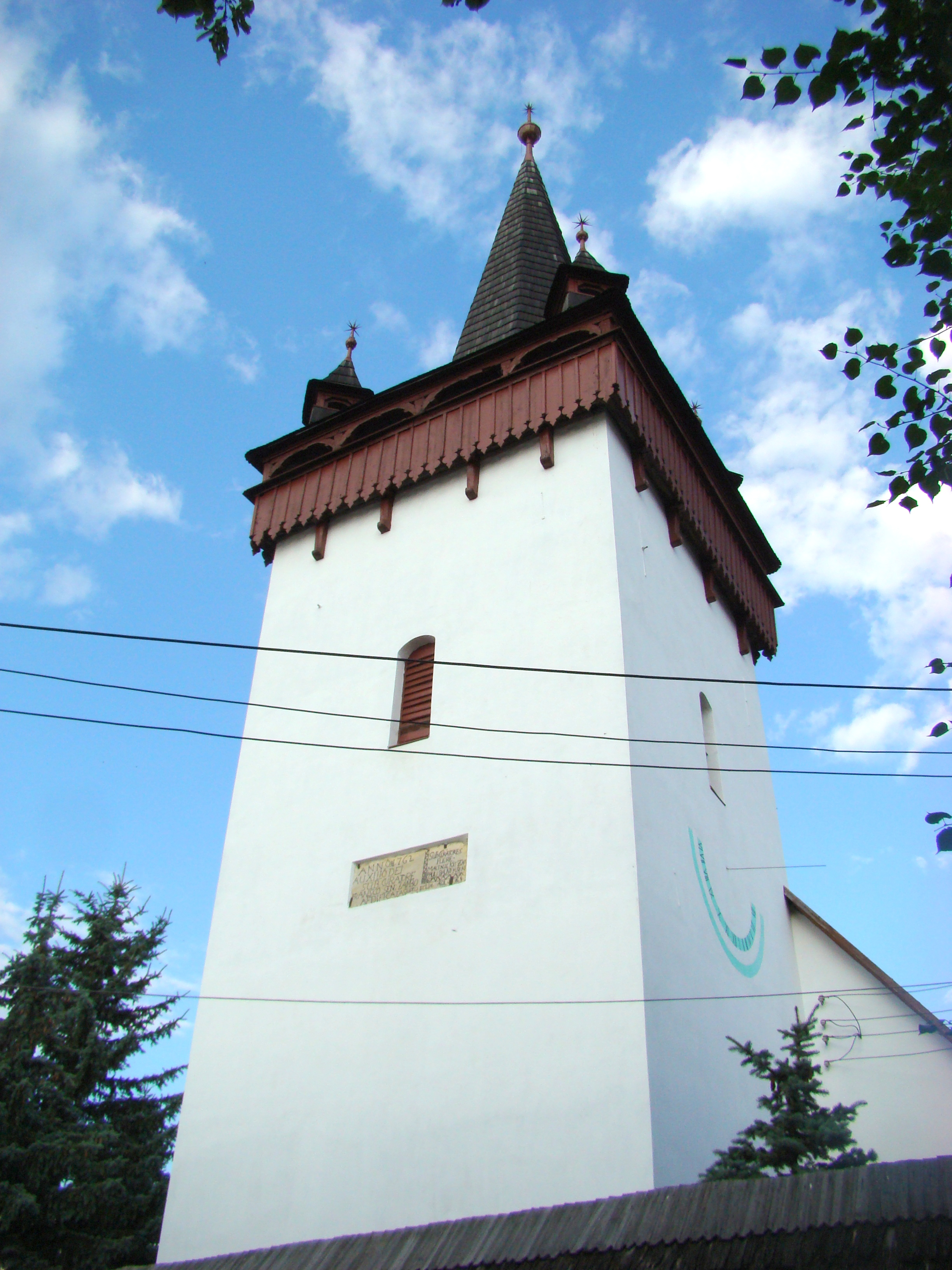
Turnul bisericii reformate (monument istoric)
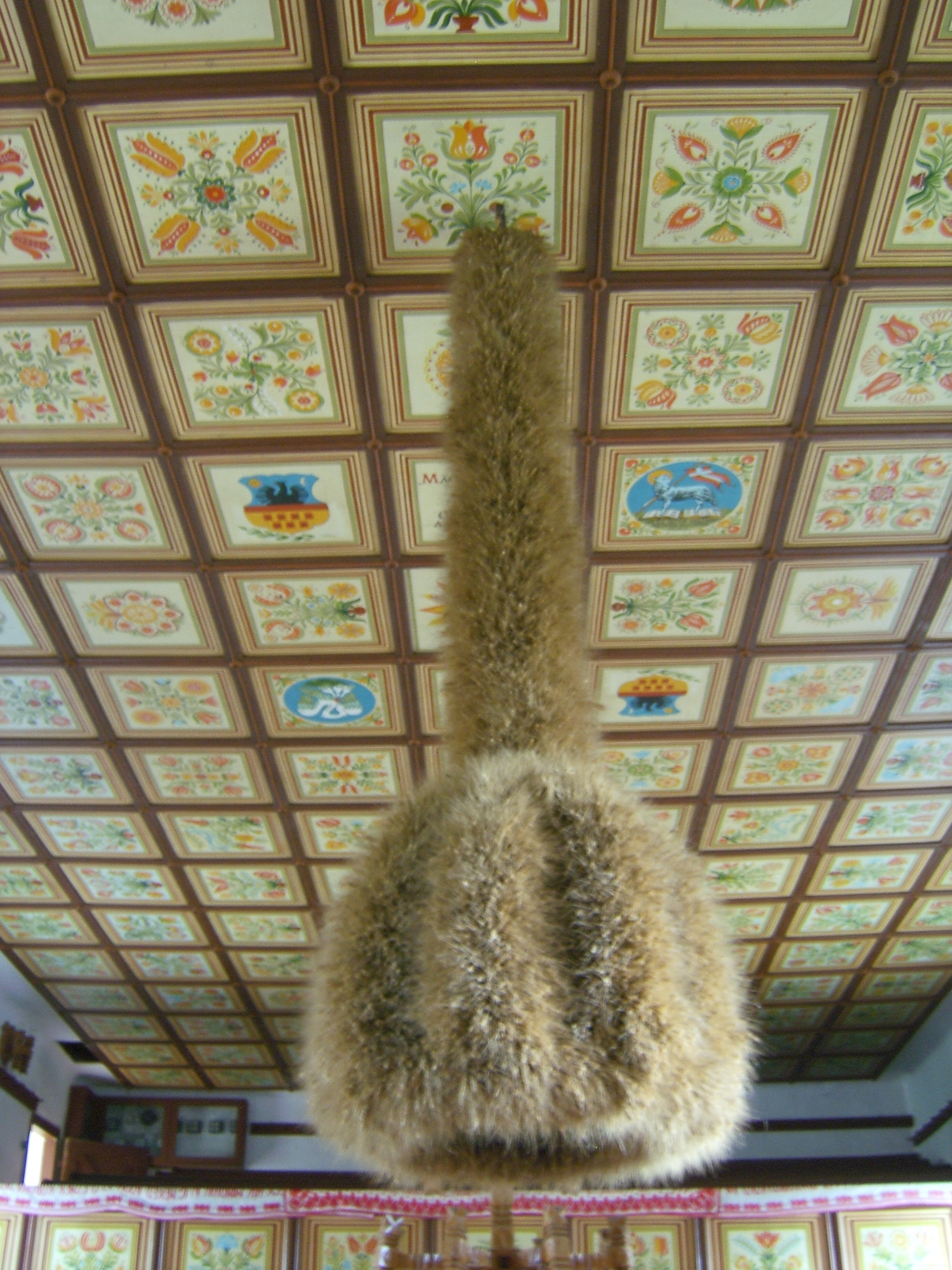
Tavanul casetat al bisericii reformate
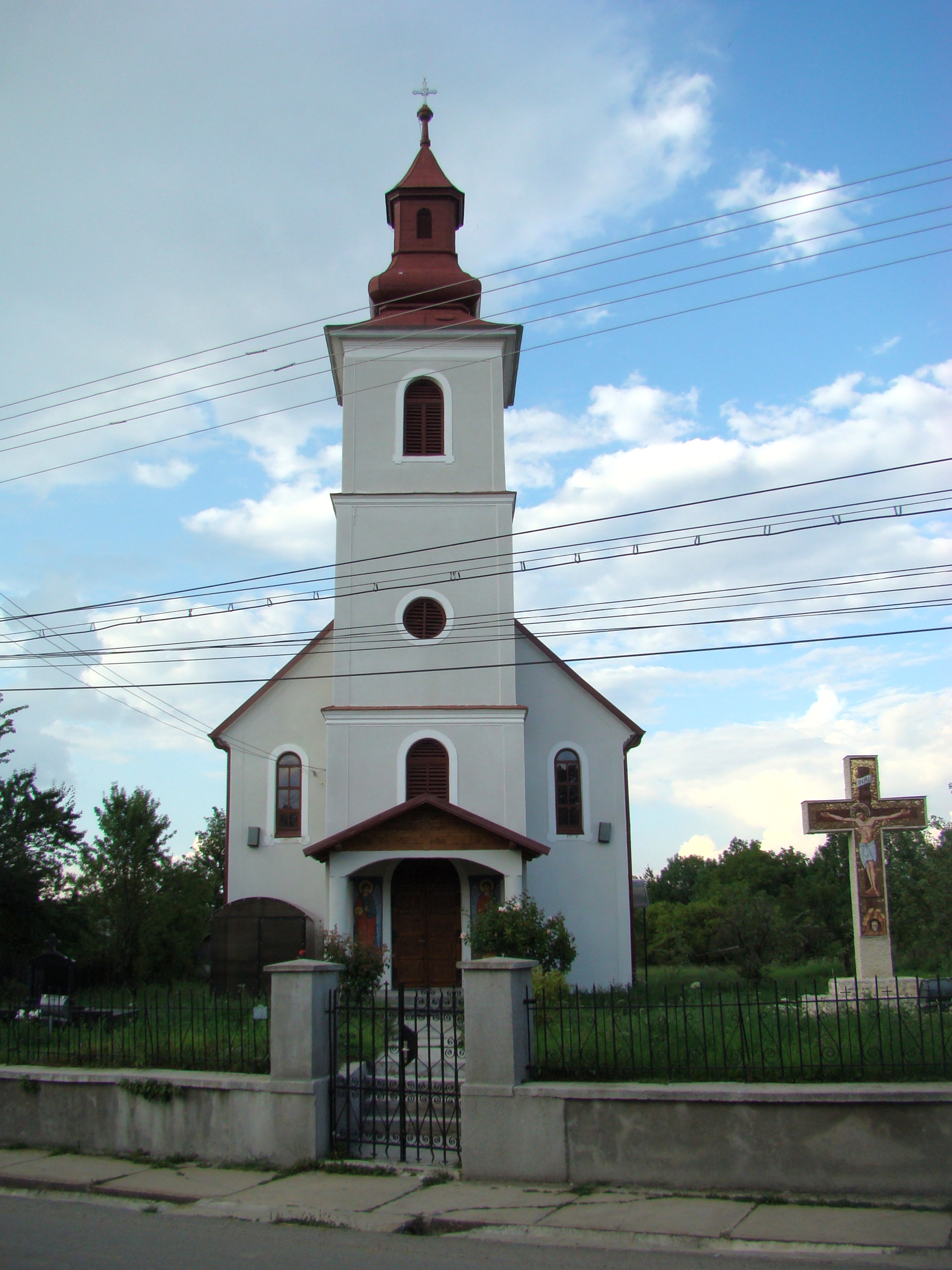
Biserica ortodoxă, fostă greco-catolică (ridicată în 1930)
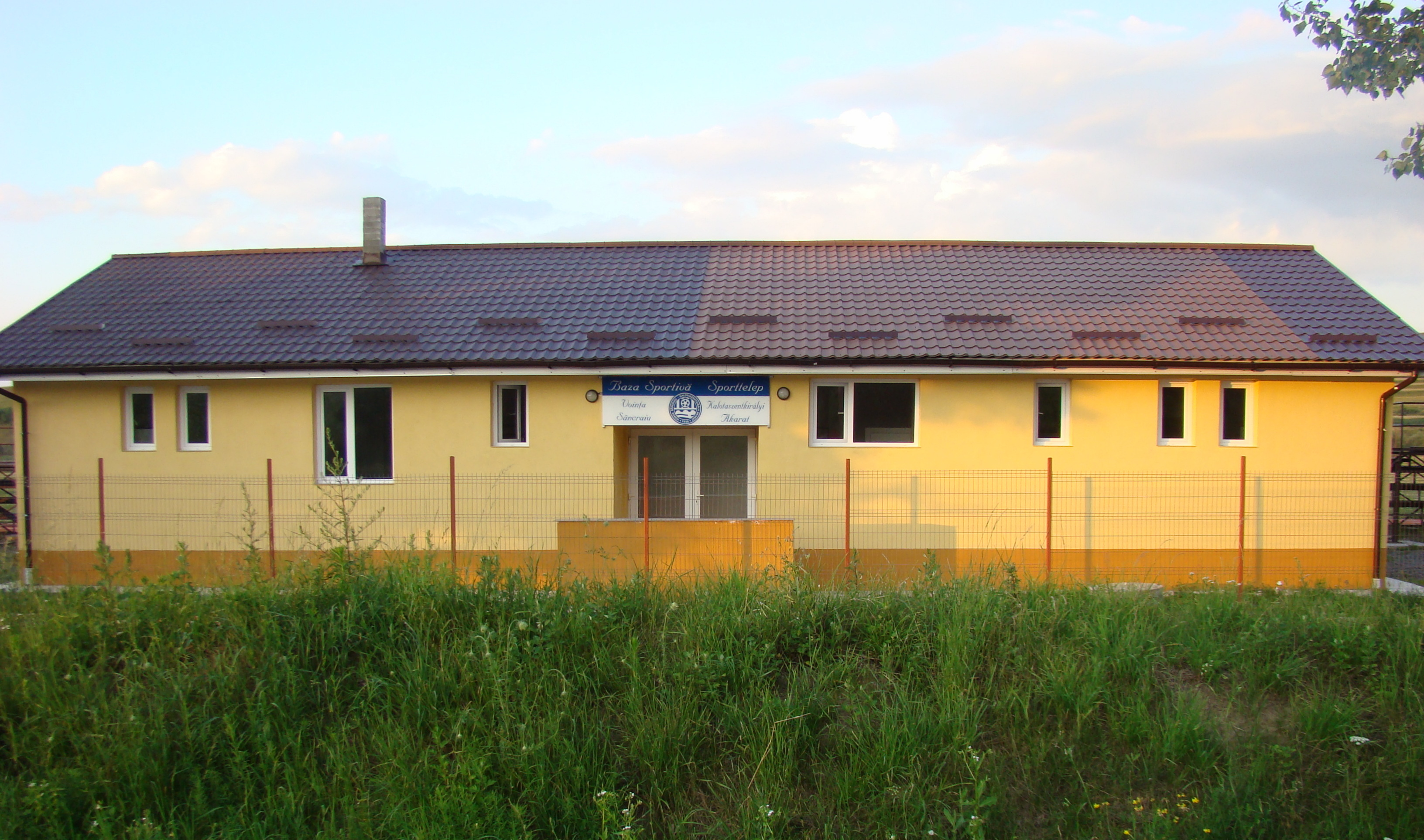
Baza sportivă „Voința Sâncraiu”
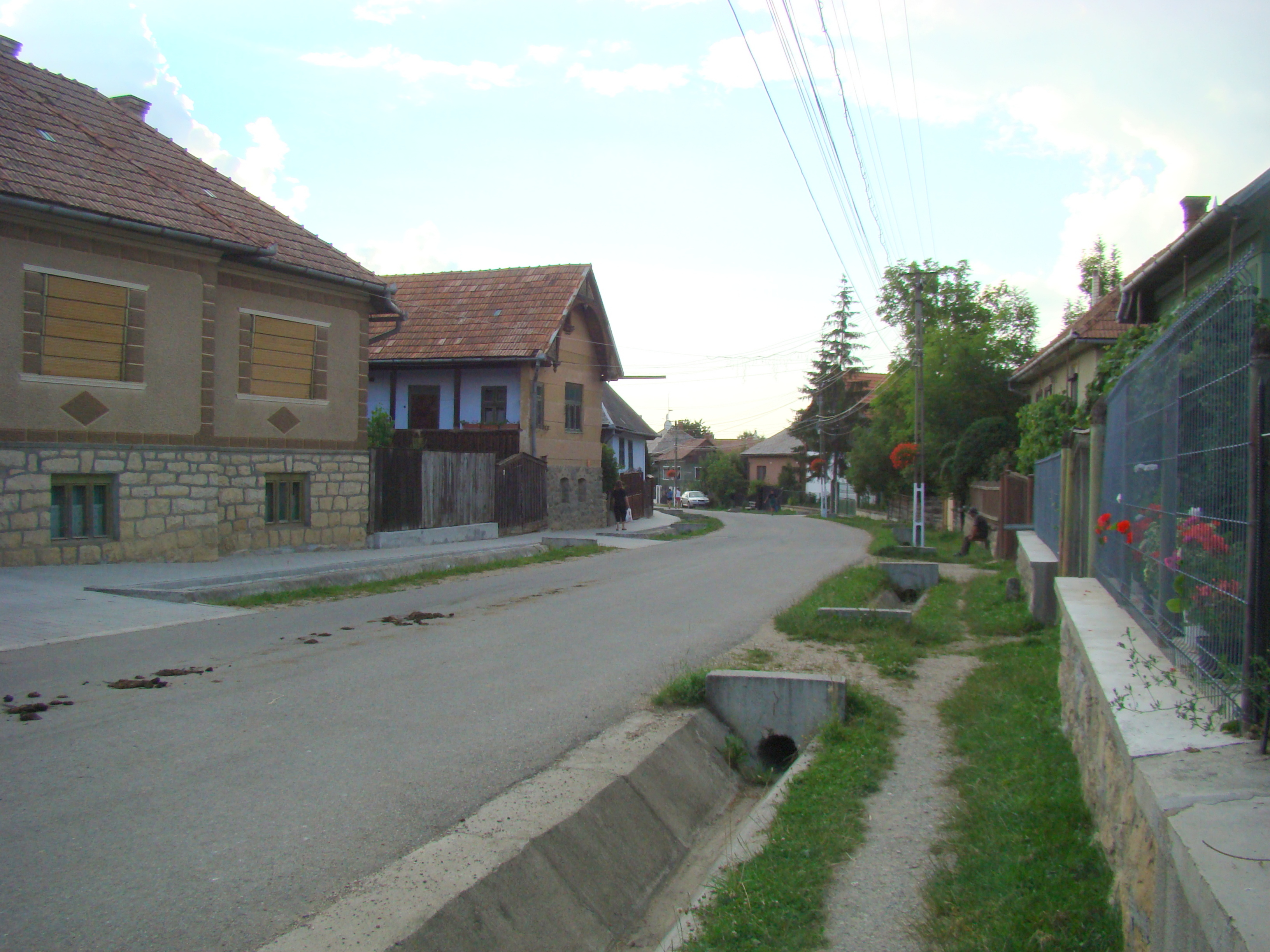